# NGC 7356
NGC 7356 ist eine Spiralgalaxie vom Hubble-Typ Sbc im Sternbild Pegasus am Nordsternhimmel. Sie ist schätzungsweise 335 Millionen Lichtjahre von der Milchstraße entfernt und hat einen Durchmesser von etwa 105.000 Lj.
Im selben Himmelsareal befindet sich u. a. die Galaxie NGC 7357.
Das Objekt wurde am 4. Oktober 1883 von Edouard Stephan entdeckt.